# Parametopella inquilina
Parametopella inquilina is een vlokreeftensoort uit de familie van de Stenothoidae. De wetenschappelijke naam van de soort is voor het eerst geldig gepubliceerd in 1976 door Watling.